# Mariusz Cygnar
Mariusz Cygnar (ur. 1971 w Szerzynach) – polski inżynier, doktor habilitowany nauk technicznych, profesor uczelni w Państwowej Wyższej Szkole Zawodowej w Nowym Sączu i jej rektor w kadencjach 2015–2020 i 2020–2024.

## Życiorys
Absolwent Technikum Mechanicznego w Gorlicach. Ukończył studia na Wydziale Mechanicznym Politechniki Krakowskiej im. Tadeusza Kościuszki. Doktoryzował się w 2002 na uczelni macierzystej w oparciu o rozprawę pt. Określenie sprawności ogólnej silnika ZI z uwarstwionym ładunkiem przy zastosowaniu bezpośredniego wtrysku paliwa, której promotorem był prof. Bronisław Sendyka. Stopień naukowy doktora habilitowanego uzyskał w 2014 na Politechnice Rzeszowskiej im. Ignacego Łukasiewicza na podstawie pracy Zastosowanie systemu zapłonowego iskrowego i samoczynnego w silniku spalinowym.
W 2002 rozpoczął pracę w Państwowej Wyższej Szkole Zawodowej w Nowym Sączu; w 2014 objął stanowisko profesora nadzwyczajnego, a po zmianach prawnych stanowisko profesora uczelni. W latach 2003–2011 był prorektorem nowosądeckiej uczelni. W kwietniu 2015 został wybrany na rektora PWSZ w Nowym Sączu na kadencję 2015–2019 (wydłużoną na mocy ustawy do 31 sierpnia 2020). W czerwcu 2020 uzyskał reelekcję na kadencję 2020–2024.
Specjalizuje się budowie i eksploatacji maszyn. Autor lub współautor monografii i ponad 130 artykułów naukowo-badawczych.